# Nesiophasma plateni
Nesiophasma plateni är en insektsart som först beskrevs av Carl August Dohrn 1910.  Nesiophasma plateni ingår i släktet Nesiophasma och familjen Phasmatidae. Inga underarter finns listade i Catalogue of Life.